# Favières, Seine-et-Marne
Favières là một xã ở tỉnh Seine-et-Marne, thuộc vùng Île-de-France ở miền bắc nước Pháp.

## Dân số
Người dân ở Favières được gọi là Favièrois.
Điều tra dân số năm, xã này có dân số là 941.